# Raymond de Meester de Betzenbroeck
Raymond François Ferdinand Marie de Meester de Betzenbroeck (Mechelen, 26 maart 1841 - Brussel, 30 januari 1907) was een Belgisch senator.

## Biografie

### Familie
Jonkheer Raymond de Meester de Betzenbroeck was een telg uit de familie De Meester. Hij was een kleinzoon van François-Joseph de Meester, die samen met andere familieleden, in 1823 adelserkenning verkreeg. Hij was een zoon van Ferdinand de Meester (1804-1876) en Cornelie de Roovere de Roovermeersch (1817-1881). Hij trouwde in 1865 in Deurle met Octavie de Kerchove de Denterghem (1843-1871), dochter van jhr. Prosper de Kerchove de Denterghem, volksvertegenwoordiger, en in tweede huwelijk in 1872 in Couthuin met Berthe Carpentier de Changy (1853-1927). Hij kreeg twee zoons en twee dochters uit het eerste bed en drie zoons uit het tweede. Hij was de grootvader van baron Raymond de Meester de Betzenbroeck, beeldhouwer, en de schoonvader van baron Raymond Pecsteen, burgemeester van Ruddervoorde.
In 1885 kreeg hij vergunning om de Betzenbroeck (naam van een oude heerlijkheid) aan zijn familienaam toe te voegen.
Hij was een schoonbroer van burggraaf Stanislas Vilain XIIII, burgemeester van Bazel, provincieraadslid van Oost-Vlaanderen en senator, en Édouard Peers de Nieuwburgh, burgemeester van Waardamme.

### Loopbaan
Van 1883 tot 1888 en van 1891 tot 1896 was hij gemeenteraadslid van Mechelen. In 1889 werd hij verkozen tot senator voor het arrondissement Mechelen en in 1900 voor het arrondissement Mechelen-Turnhout, een mandaat dat hij vervulde tot aan zijn dood.